# Death
 Denne artikel omhandler et amerikansk dødsmetalband. Opslagsordet har også en anden betydning, se Death (tegneseriefigur).
Death var et amerikansk dødsmetal-band, som blev dannet i 1983 under navnet Mantas af Chuck Schuldiner, Kam Lee (Barney Lee), og Rick Rozz (Frederick DeLillo) i Orlando, Florida. Death er til dato anset som et af de mest indflydelsesrige dødsmetal-bands, hvilket har givet gruppens eneste faste medlem Chuck Schuldiner tilnavnet "dødsmetallens fader".
Deres tidlige demoers mørke guitarriffs, afsindige soler, hurtige trommespil og vokaler var med til at sætte standarder, for den genre der senere skulle få tilnavnet dødsmetal. Med deres debutalbum Scream Bloody Gore sørgede gruppen for en klar adskillelse mellem de to nærtliggende genrer thrash og dødsmetal, hvilket gjorde udgivelsen kendt, som dødsmetallens første "arketypiske dokument," der satte Death i fronten for den nye bevægelse, der opstod. Ved det tredje album Spiritual Healing tog gruppen afsked med deres klassiske brutale zombiefilms inspireret dødsmetal, og bevægede sig mod nye højder, der inkluderede avanceret teknisk progressiv intsrumental sangskrivning, og tekster der nu beskæftigede sig med den virkelige verden. Dette var kun en tendens, der blev mere tydelig på alle de efterfølgende udgivelser af Death. Efter indspilningerne til det fjerde album Human blev Schuldiner enig med sig selv om, ikke at have nogen permanente medlemmer, og kun rekruttere musikere på midlertidig basis. Dette var som følge af flere problemer, der havde været mellem ham, og de tidligere medlemmer i gruppen. I 1996 året efter udgivelsen af det utroligt tekniske album Symbolic, valgte Chuck Schuldiner at danne et mere melodisk band ved navn Control Denied, som gjorde Death inaktive i 1996 og 1997. Deaths sidste album blev The Sound of Perseverance fra 1998, inden Chuck Schuldiner døde af kræft i hjernen den 13. december 2001. 
Death fik samlet udgivet 7 studiealbums, et opsamlingsalbum, tre livealbums, (hvorpå et blev udgivet tre år efter Schuldiners død), og en lang række demoer, hvoraf ni kan betragtes som offentlige. I 2008 blev det offentliggjort, at Death havde solgt over 8 millioner eksemplarer verden over, med 500.000 solgt i december 2009 bare i USA, hvilket har gjort dem til en af de bedstsælgende dødsmetal-bands.

## Historie

### De første år (1983-1986)

#### Som Mantas
I 1983  i Orlandos forstad, Altamonte Springs på Lake Brantley High School stiftede de to skolekammerater Frederick DeLillo og Barney Lee bekendtskab. Efter DeLillo havde præsenteret Lee for Venom-albummet Black metal skabte dette en vision for de to drenge, om at danne et band.  Det eneste der manglede, var endnu et medlem med samme musikalske ideer som dem. Gennem en fælles ven mødte DeLillo den 15-årige Chuck Schuldiner, som han præsenterede for Lee til en fest, som endte ud med dannelsen af Mantas.
Ligesom Venom valgte de, at ændre navne: Frederick DeLillo til "Rick Rozz" (på guitar), Chuck Schuldiner til "Evil" Chuck (på guitar) og Barney Lee til "Kam" Lee (på trommer og vokal). "Da jeg først dannede et band, havde jeg kun spillet guitar i seks måneder, og vidste ikke engang hvordan, man spillede et lead. Mit formål var, at fyre de hårdeste riff af nogensinde, med den mest brutale guitar lyd nogensinde," fortalte Schuldiner.
Mantas første materiale indspillet på bånd blev den uofficielle demo kendt som Emotional fra foråret 1984. Denne blev fulgt op af en række andre uofficielle demoer nøjagtigt samme år. På dette tidspunkt havde gruppen ingen fast bassist, hvilket medførte at bassisterne på mange af deres demoer ikke er kendte. Ved udgivelsen af den første officielle demo Death by Metal i september 1984 kunne Mantas sole sig i den voksende opmærksomhed fra undergrunden, som følge af den enorme cirkulation Death by Metal fik i netværket af den tids båndbyttere. Med dets brutale lyd kom den til at sætte standarder for den opblomstrende dødsmetal-genre.
Gruppens vision om at tage deres musikalske stil til mere ekstreme højder, og bevæge sig længere væk fra deres Slayer og Venom inspirationer, kom da Schuldiner anskaffede en demo med Possessed. Lee fortalte: "Jeg husker Chuck fik denne Possessed demo, og husker at høre den, og derefter flippe helt ud. Man det var sådan, det skulle være." Den nye retning blev blandt andet markeret ved at ændre navn til Death.

#### Som Death
I oktober 1984 udgav Death deres anden officielle demo ved navn Reign of Terror, som præsenterede noget af den tids hårdeste musik. Med udgivelsen anskaffede gruppen sig tilstrækkelig omtale til at blive hyret som opvarmere for det lokale thrash band Nasty Savage på Ruby's Pub i Brandon. Ejerne af undergrundsbladet Guillotine Magazine optog showet, som blev udgivet under navnet Live at Ruby's Pub i 1984.
På grund af interne uenigheder valgte Rick Rozz at forlade gruppen, og slutte sig til Massacre. Til trods for nu at være nede på to medlemmer viste duoen stadig produktivitet, og udgav demoerne Infernal Death og Rigor Mortis. De så sig dog nødsaget til at øge medlemstallet, og det lykkedes Schuldiner at rekruttere de to Michigan-drenge Scott Carlson (på bas) og Matt Olivo (på guitar) fra grindcore-gruppen Genocide.
Trods den nye målrettethed begyndte Lee og Schuldiners uenigheder at vokse. "Det grundlæggende var, at jeg ikke længere ville spille trommer," forklarede Lee, "Jeg ville være en frontmand, vokalist, og det samme ville Chuck, og det ville ikke komme til at fungere." Lee valgte derved, at forlade bandet, og slutte sig til Massacre. Den manglende position blev hæmmende for Death, idet Combat Records begyndte at vise interesse for dem, og ønskede en demo, hvorved de kunne få en kontrakt. Da det ikke var muligt at overtale Lee, til at komme tilbage begyndte projektet at gå i stå. De to Michigan-drenge valgte ligeså at rejse hjem for at gendanne deres gamle band.
Schuldiner valgte at rejse til San Francisco, hvor han fandt sammen med trommeslageren Eric Brecht og bassisten Eric Meade. Dette førte til demoudgivelsen Back from the Dead, hvorefter samarbejdet gik i opløsning. Derved vendte han tilbage til Florida i december 1985 uden noget band. Kun en måned inde i det nye år sluttede Schuldiner sig til Slaugther. Et valg han senere kaldte en "kæmpe fejl", og forlod dem igen 2 uger senere. Schuldiner der nu atter stod uden band, flyttede endnu engang til San Francisco. Denne gang mødte han den 16-årige trommeslager Chris Reifert, som var stor fan af Death. Duoen gik straks i gang med at indspille, hvilket ledte til demoen Mutilation, som skaffede dem en pladekontrakt med Combat Records.

### Debutalbum ogLeprosy(1986-1989)
Efter den længeventede pladekontrakt rejste Deaths duo til Florida, hvor de fandt et studie, og gik i gang med at indspille sange til et debutalbum. Disse råoptagelser var så dårlige, at Combat bad dem om, at gøre det hele om igen og sendte dem til Music Grinder Studiet sammen med produceren Randy Burns.
Debutalbummet fik navnet Scream Bloody Gore, og blev udgivet den 25. maj 1987. Med dets mørke atmosfære, inspireret af den tids drive-in zombiefilm, fik den enorm indflydelse på dødsmetalgenren, og anses som det album, der definitivt adskilte thrash- og dødsmetal. Scream Bloody Gore gjorde Schuldiners hjemsted Tampa i Florida til et hotspot for nye metal bands. Schuldiner boede på dette tidspunkt stadig i San Fransisco, men ønskede at rejse hjem igen, og inviterede Reifert med, som afslog. "Varmen og fugtigheden var grund nok for mig," forklarede Reifert.
Schuldiner rejste alene tilbage til Florida, og i 1988 fandt han sammen med tre af de tidligere medlemmer fra Massacre, Rick Rozz, Terry Butler (bas) og Bill Andrews (trommer). Promovationsturnéen for albummet var afgrænset til nogle lokale shows, da medlemmerne var mere fokuseret på at skrive nyt materiale til et kommende album. Derved indkvarterede gruppen sig i Morrisound Studio, med produceren Dan Johnson og Scott Burns. Leprosy blev udgivet i 1988, og indeholdt mere tekniske guitarpassager, samt sangtekster der berørte andre emner end gysertemaer. Produktionen var bemærkelsesværdig meget bedre, og markerede den kendte dødsmetalproducer Scott Burns bidrag til musikken. Leprosy blev taget godt imod, og solgte omtrent 35.000 eksemplarer. I modsætningen til debutalbummet var dette efterfulgt af en turné i USA, hvor deres show den 23. oktober 1988 blev optaget til Combats Ultimate Revenge II live video. Om udgivelsen udtalte Schuldiner: "Tja, fansene så ud til at kunne lide den, men os... vi vil aldrig rigtigt se den igen. Det var bare ikke os. Vi anser det ikke engang, for at være et rigtigt Death show, det viste, hvor dårlige vi var." Det følgende år gik turnéen til Europa, hvor de tilmed oplevede udsolgte koncerter. Alligevel opstod der en del vanskeligheder, og Schuldiner forklarede hvordan, de endte med at give et dårligt indtryk af dem selv til deres europæiske fans. 
Efterfølgende blev Rick Rozz fyret, da de ikke anså ham for at være en særlig kompetent musiker. Til nogle få mexicanske shows blev hans afløser Cynics guitarist Paul Masvidal, som dog ikke kunne fortsætte længe, da hans fokus lå på Cynic.

### Musikalsk ændring:Spiritual HealingogHuman(1989-1992)
Mod slutningen af 1989 vendte Death tilbage til Morrisound Studio med producer Scott Burns, for at indspille det tredje album. I begyndelsen brugte de Mark Carter til at udfylde guitarrollen, men på grund af musikalske forskelligheder blev han kort efter afløst af James Murphy. Spiritual Healing blev udgivet i marts 1990, og markerede en del musikalske ændring med en langsommere, mere melodisk og varieret lyd. Teksternes fokus lå mere vægt på realistiske temaer, som dødsstraf, stofmisbrug, personlighedsspaltning, abort og kloning frem for de gamle slasher temaer. "Vi har opnået noget, som folk siger ikke kunne gøres i dødsmetal, at det er umuligt, at variere det melodisk," udtalte Schuldiner, "Vigtigst er, tror jeg, at vi har modbevist de folk, der ser ned på dødsmetal, som en genre, der klumper alt sammen, som simpelt satanisk tre akkorders progression. Spiritual Healing er stadig brutalt dødsmetal, men overvejende baseret på melodiske riffs."
Med udgivelsen voksede deres fanskare til trods for, de mistede nogle få inkarnerede fans. Til dato bliver albummet ofte overset og underkendt, da den markerer overgangen fra Deaths klassiske dødsmetalstil til den mere progressive og avancerede sangskrivning. Allerede under indspilningerne var der stridigheder under opsejling mellem Murphy og de resterende medlemmer i bandet. Schuldiner omtalte senere episoden som "attitude problemer", som i sidste ende, kort inden deres turné, så sig nødsaget til at fyre James Murphy. I begyndelse på deres Spiritual Healing-turné med Carcass og Pestilence, hyrede de atter Cynics guitarist Paul Masvidal, og senere Evil Deads guitarist Albert Gonzale. Til nogle efterfølgende shows i Amerika sammen med Kreator udfyldte Walter Trachsler den manglende guitarist rolle. Schuldiner havde været meget opsat på ikke, at gentage den tidligere Europaturnés fiasko, men på dette tidspunkt havde en masse personlige problemer vokset sig så store, at han selv ikke havde mulighed for at komme med på turnéen. "(...) på dette tidspunkt vidste jeg ikke, hvad jeg ville," forklarede Schuldiner, "jeg havde brug for at komme væk fra musikken, jeg havde brug for at komme væk fra alt." Vokalrollen blev overtaget af Louie Carrisalez, som sammen med de andre medlemmer, tog sig lejligheden til at nedgøre Schuldiner foran fansene på turnéen. Efterfølgende ringede Butler og Andrews til hans mor, og sagde, de ikke længere ønskede, at have noget med Death at gøre.
Som det eneste resterende medlem i Death, rekrutterede Schuldiner, Cynics guitarist Paul Masvidal, og trommeslager Sean Reinert samt Sadus' bassist Steve DiGiorgi. Derved tog de atter til Morrisound Studio med Scott Burns for, at indspille det kommende album. I forhold til den lunefulde atmosfære, der havde været under Spiritual Healing, beskrev Schuldiner denne som god og humørfyldt. Human blev udgivet i oktober 1991, og blev en enorm succes, der anskaffede Death en meget større fanskare, og yderligere brød ind som nummer 34 på Top Heatseekers-listen. Stilistisk viste Human en endnu mere teknisk side af Death, med flere melodiske riffs, som dog stadig beholdt sin brutalitet. Yderligere blev der lavet en musikvideo til sporet "Lack of Comprehension", som fik spilletid på MTV. Schuldiner frydede sig over udgivelsen, og kaldte det en form for hævn mod de folk, der tidligere vendte ham ryggen, og tilføjede yderligere i et interview, at meget af selve stilen på albummet beskrev hans følelser i 1991. Med dette i tankerne besluttede han sig for kun at hyre musikere, frem for at finde permanente medlemmer.
Albummet blev fulgt op af InHuman-turnéen, der gik gennem Amerika, Canada og Europa, hvor DiGiorgi blev afløst af Skott Carino, idet han måtte lægge alt sit fokus på Sadus. Efter at have turneret i USA og Canada i sommermånederne var Death klar til en Europa-turné i julen sammen med Napalm Death, Dismember og Cannibal Corpse. Lige efter InHuman-turnéens færdiggørelse (ved årsskiftet til 1992) tog gruppen på deres Human-turné, der blandt andet gik igennem Storbritannien. Til trods for den gode respons fra publikum var der økonomiske problemer bag scenen, der blandt andet omhandlede en turnébus, som ikke blev betalt. Dette medførte at medlemmernes instrumenter blev holdt tilbage i Storbritannien i 5-6 måneder af busfirmaet. Samme år valgte Relativity Records at udgive opsamlingsalbummet Fate: The Best of Death.

### Individual Thought PatternsogSymbolic(1993-1997)
I 1993 vendte Masvidal og Reinert tilbage til Cynic for at indspille deres debutalbum, samtidig med at Carino sluttede sig til Fester. Denne gang rekrutterede Schuldiner King Diamonds guitarist Andy LaRocque og Dark Angels' trommeslager Gene Hoglan. Med de nye medlemmer i ryggen og produceren Scott Burns, kunne Death endnu engang tage til Morrisound Studio for at indspille det femte album. Steve DiGiorgio hjalp til endnu engang med at indspille bassen. Efter fem uger var sangene klar, og udgivet i juni 1993 på Individual Thought Patterns. Musikalsk tog albummet fat hvor Human slap med endnu flere progressive elementer og harmonier. Anmeldere og fans tog rigtig godt imod Individual Thought Patterns med blandt andet Steve Huey fra Allmusic, der udtalte, hvordan denne udgivelse cementerede Deaths omdømme, som nogle af dødsmetallens pionerer. Dog blev det alligevel påpeget, at dette ikke kunne opnå samme højde som Human. Trods det ikke kunne måle sig helt med sin forgænger, blev sporet "The Philosopher" så populært, at der blev lavet en musikvideo, som senere var med i MTV's tegnefilm Beavis og Butthead.
LaRocque havde ikke mulighed for at tage med Death på turné, da han var forpligtet til King Diamond, hvilket medførte, han blev afløst af Craig Locicero til de europæiske shows, og Ralph Santolla til de amerikanske. I 1994 udløb deres kontrakt med Relativity, og de valgte i stedet at skrive kontrakt med Roadrunner Records.
Deaths sjette album Symbolic blev udgivet i marts 1995. Endnu engang var det meningen at guitaristen Andy LaRocque skulle bidrage, men dette var ikke muligt, idet han var forpligtet til King Diamond, og indspilningen af deres album The Spider's Lullaby. Derved faldt valget på trommeslageren Gene Hoglan, den gamle skolekammerat Bobby Koelble som guitarist og bassist Steve DiGiorgio. DiGiorgio havde dog travlt, og måtte forlade bandet i begyndelsen af 1995, og blev derved afløst af Kelly Conlon. Jim Morris blev udpeget til at være producer, da Scott Burns havde for travlt. Musikalsk nåede Symbolic en ny teknisk højde for Death med mere melodi og brutalitet, der viste langt mere kompleksitet og tankefulde sangtekster.
For at promovere albummet tog Death på deres Full Of Hate Easterfestivals i Europa, efterfulgt af Metal To The Masses Tour som både inkluderede optrædener i USA og Europa. Til denne turné var der dog sket nogle taktiske udskiftninger, idet Kelly Conlon blev fyret på grund af manglende evner. Afløseren blev Brian Benson. Trods Symbolic ikke rigtig havde haft noget sendetid i radioen, blev turnéen en større succes. I 1995 optrådte Death også til en velgørenhedskoncert, der samlede penge ind til sklerose-foreningen og  B.E.T.A. (Birth Education Training and Acceptance). "Hvis vi finansielt kan gøre en forskel, eller på anden måde bare skabe en gensidig bevidsthed, så er det alt det hårde arbejde værd," udtalte Schuldiner.
I 1996 valgte Schuldiner, at danne et sideprojekt ved navn Control Denied, som var mere melodisk end Death og med en anden vokalstil, der mindede mere om Iron Maidens. Herefter gik han i gang med at søge efter musikere, der ville deltage i projektet.

### The Sound of Perseveranceog Schuldiners død (1998-2001)
I 1998, efter to års pause, vendte Schuldiner atter blikket mod Death, denne gang sammen med guitarist Shannon Hamm, trommeslager Richard Christy og endnu engang Steve DiGeorgio på bas. Alle medlemmerne var samtidig med i Control Denied, der blev sat på pause. Efter at have udarbejdet nyt materiale, tog gruppen til Morriosund Studio med produceren Jim Morris for at indspille det syvende album, som fik navnet The Sound of Perseverance, og blev udgivet den 15. september 1998. Denne gang var det gennem gruppens nye pladeselskab Nuclear Blast, efter deres kontrakt med Roadrunner udløb. Om Nuclear Blast udtalte Schuldiner: "Dette er faktisk et pladeselskab, der styres af folk som lytter til metal." The Sound of Perseverance blev derved Deaths sidste studiealbum. Musikalsk var musikken meget mere progressiv, aggressivt og melodisk end noget af det tidligere Death materiale. Anmelderen Jason Hundey fra Allmusic forklarede hvordan, albummet tog de bedste aspekter fra Human, Individual Thought Patterns og Symbolic et skridt videre. Yderligere roste Hundey også Schuldiners vokal, en side af musikken han selv altid var utilfreds med. På albummet viste Schuldiner også sin respekt for Judas Priest ved at indspille en coverversion af nummeret "Painkiller".
Som promovering til albummet tog de på deres The Sound of Perseverance-turné, som først gik til Europa, blandt andet med en optræden til Hollands Dynamo Festival, hvor de spillede for et publikum på 25.000. Til den amerikanske del af turnéen valgte Death, at turnere med Hammerfall. Det er en fed plakat. Hammerfall indkapsler de strålende sande metal traditioner, og Death tager traditionerne, og udvider dem yderligere," fortalte Schuldiner.
Efter turnéen fokuserede Schuldiner atter på sit sideprojekt Cntrol Denied, og udtalte sig om sin voksende irritation over dødsmetal-vokalstilen, og udtrykte, at han bare var glad for, at være guitarist i sit andet band. Samtidig var valget af en forsanger faldet på Tim Aymar fra Psycho Scream. Derved gik gruppen i gang med at indspille deres debutalbum The Fragile Art of Existence, som blev udgivet i maj 1999. Ved slutningen af indspilningerne begyndte Schuldiner at føle smerter i nakken. Dette fik ham først til at opsøge en massør, men da dette ikke lindrede smerterne, opsøgte han en kiropraktor, som henviste ham til en MRI-scanning. Først antog lægerne, at det var en forstrækning i nakken, men kort efter opdagede de, det var en tumor i hjernen. "Du ville bare ønske, at høre alarmklokken, og vågne op i din seng, og sige, "Åh wauw en vild drøm," men sådan gik det ikke" fortalte Schuldiner. Han begyndte at modtage strålebehandling, og i januar 2000 forsøgte lægerne, at bortopererer svulsten. Året igennem så han ud til at være i bedring, men i begyndelsen af 2001 blev hans tilstand forværret, og tumoren var nu vokset så stor, at det ikke var muligt, at bortoperere den. Her nægtede Schuldiners forsikringsselskab at betale, hvilket medførte at der blev oprettet en fond til ham, blandt andet støttet af Korn, Red Hot Chili Peppers og Slipknot samt andre dødsmetal-bands. Til trods for pengeindsatsen døde Chuck Schuldiner tirsdag den 13. december 2001, en time efter at være vent hjem fra hospitalet.

## Musikalske stil
I de tidlige år, da bandet gik under navnet Mantas, beskrev den tidligere vokalist og trommeslager Kam Lee deres musikstil som en "Venom/Motörhead lignende lyd." De utallige demoer, (både udgivet under Mantas og Death) var karakteriseret ved mørke riffs, afsindige soloer og hurtigt trommespil, der klart var inspireret af thrash metal-bands som Slayer. Lees vokaler var dog mere aggressive end hvad der var set i thrash, og sammen med Possesseds Jeff Becerra anses han for, at være ophavsmanden bag dødsmetal-vokalteknikken kaldet growl. Et andet punkt der adskilte gruppen fra tharsh metal, var deres slasher-temaer. I 1987 udgav Death debutalbummet Scream Bloody Gore, som sammenlignet med de efterfølgende værker, havde en meget primitiv produktion, og simple brutale strukturer kombineret med splatter-inspirerede tekster. Det efterfølgende album Leprosy havde meget tilfælles med dets forgænger, men havde på visse punkter udviklet sig mere teknisk. "Pladen var et stor skridt fremad," forklarede Schuldiner, "og det fik folk til at indse, at vi kunne mere end at producere støj".
Med Spiritual Healing viste bandet et helt nyt aspekt, ved at inddrage mange flere progressive elementer, kompleksitet, harmonier og tempoændringer. Denne lyd fortsatte med at udvikle sig på alle Deaths efterfølgende albums. Human indeholdt endda et meget jazz-inspireret bækkenspil, men var dog mere aggressivt end den forrige udgivelse. På dette album kunne Deaths første instrumentale nummer "Cosmic Sea" også findes, der indeholdt mere melodi, end det traditionelt var set fra gruppen. Individual Thought Patterns tog fat, hvor Human slap med en mere dominerende bas. På det guitardrevne værk Symbolic havde lyden taget et større spring med endnu flere melodier, følelsesladet atmosfære, og langt mere teknik. For første gang på et Death-album valgte Schuldiner, at bruge akustiske guitarer, som kan høres i afslutningen af sangen "Crystal Mountain." Flere nye guitareffekter blev også bragt ind, som eksempelvis på nummeret "Empty Words", hvor guitarerne til forveksling lyder som et keyboard. Med udgivelsen af det endelige album The Sound of Perseverance, prøvede gruppen at komme tættere på en progressiv Individual Thought Patterns lignende lyd.

### Sangtekster
I begyndelsen var Deaths tekstunivers stærkt inspireret af blodige zombie gyserfilm, som bl.a. kunne høres på sange fra Screm Bloody Gore som "Zombie Ritual" og "Baptized in Blood". "Jeg kunne lide det, fordi ingen brugte disse beskidte emner," fortalte Chuck Schuldiner. Sangteksterne blev i følge gruppen mere seriøse på Leprosy, og det første der blev sorteret fra var zombietemaerne. Visse af sangteksterne havde dog stadig de vulgære beskrivelser, som blev set på Scream Bloody Gore, men til forskel fra debutalbummet var der også dukket flere realistiske tekster op, som behandlede livspørgsmål. Et af disse var nummeret "Pull the Plug", der handlede om at ligge i en respirator, og selv have valget til at dø. "Jeg finder det meget lettere, at skrive om virkelighedens liv, og jeg tror det appellerer til en masse mennesker. I denne verden sker der mange ting, som er værd at skrive om. Alt man skal er bladre op i avisen eller tænde for fjernsynet," fortalte Schuldiner.
På Spiritual Healing havde Death skaffet sig helt af med de blodige temaer i deres tekstunivers, og beskæftigede sig nu med virkelighedens verden. Dette kunne eksempelvis høres på sangene "Living Monstrosity", der omhandler kokainmisbrug blandt gravide kvinder, og "Altering the Future" der bidrog til den nationale debat om abort. Efterfølgerne Human og Individual Thought Patterns var meget kritiske overfor musikindustrien, og Schuldiners tidligere bandmedlemmer. Eksempelvis udtalte han om sangteksternes indhold på Individual Thought Patterns: "Halvdelen af pladen har et koncept, om folk jeg må tage mig af, det påvirker en masse mennesker, ting jeg er træt af at se, misforståelser, folks manglende evne til at tænke for dem selv, folk der efter min mening er rent ondskab, som er i denne industri. Denne industri er fucked, og der er tre af sangteksterne, der helt klart reflektere over folkene i denne branche."
Med Symbolic lå fokusset atter på mere livsfilosofiske spørgsmål som "Crystal Mountain", der tog fat på emnet religiøs korruption, "1000 Eyes", som gik ind i debatten om overvågning i det offentlige, og titelsporet "Symbolic", hvor Schuldiner reflekterer over sit eget liv, og de forandringer der fandt sted. Han udtalte i et interview, at tonen på Symbolic ikke var nær så aggressiv, som på de to forrige albums, idet det handlede om virkeligheden, og at han i denne periode prøvede, at ryste alle aggressionerne og de blandede følelser af sig. Det sidste album The Sound Of Perseverance bevægede sig i samme retning som Symbolic, og behandlede livsfilosofiske spørgsmål.

## Medlemmer

### Sidst kendte opstilling
- Chuck Schuldiner – Vokal, guitar (1983–2001)
- Shannon Hamm – Guitar (1996–2001)
- Scott Clendenin – Bas (1996–2001)
- Richard Christy – Trommer (1996–2001)

### Tidligere medlemmer
| - Rick Rozz (1983–1985, 1987–1989) - Matt Olivo (1985) - John Hand (1987) - Paul Masvidal (1989, 1991–1992) - Albert Gonzalez (1990) - James Murphy (1989) - Andy LaRocque (1993) - Ralph Santolla (1993) - Craig Locicero (1993) - Bobby Koelble (1995) | - Scott Carlson (1985) - Erik Meade (1985) - Terry Butler (1987–1990) - Steve DiGiorgio (1986, 1991, 1993) - Skott Carino (Human turné) - Kelly Conlon (1995) - Brian Benson (Symbolic turné) | - Kam Lee (1983–1985; og vokal) - Eric Brecht (1985) - Chris Reifert (1986-1987) - Bill Andrews (1987–1990) - Sean Reinert (1991–1992) - Gene Hoglan (1993–1995) - Richard Christy (1996–2001) |

## Diskografi
| - 1987: Scream Bloody Gore - 1988: Leprosy - 1990: Spiritual Healing - 1991: Human - 1993: Individual Thought Patterns - 1995: Symbolic - 1998: The Sound of Perseverance - 2001: Live in L.A. (Death & Raw) - 2001: Live in Eindhoven - 2005: Live in Cottbus '98 - 2012: Vivus! - 2020: Non:Analog - On:Stage Series - Montreal 06-22-1995 - 2020: Non:Analog - On:Stage Series - Chicago, IL 01-21-1988 - 2020: Non:Analog - On:Stage Series - Tijuana 10-06-1990 - 2020: Non:Analog - On:Stage Series - Showcase Theater, CA 07-14-1995 - 2020: Non:Analog - On:Stage Series - 1990, 1991 Unknown - 2020: Non:Analog - On:Stage Series - Tampa, FL 02-10-1989 - 1992: Fate: The Best of Death | - 1983: Death by Metal (Som Mantas) - 1984: Reign of Terror - 1984: Live at Ruby's Pub (Live-demo) - 1985: Infernal Death - 1985: Rigor Mortis - 1985: Back from the Dead - 1986: Mutilation |